# Diarra Sylla
De-arra Sylla Diongue (Paris, 30 de janeiro de 2001), mais conhecida como Diarra, é uma cantora, dançarina, atriz, compositora e modelo franco-senegalesa. Ela fez parte do grupo pop global Now United, representando o Senegal, e deixou o grupo em 2020 para seguir carreira solo.

## Biografia
Sylla nasceu em Paris, França, mas depois mudou-se para Dakar, Senegal, onde cresceu. Ela está afastada de seu pai biológico e só o encontrou algumas vezes. Durante sua infância, ela morou principalmente com seu primo, já que sua mãe viajava com frequência. Depois de se apresentar no palco quando ela tinha 6 anos, ela decidiu que seu objetivo final era se tornar uma cantora.
Sylla fala três idiomas fluentemente, francês, wolof e inglês; ela também fala turco, mas não fluentemente.

## Carreira

### 2015–2016: Sen P'tit Gallé
Depois de quatro anos desencorajando-a a seguir a música, sua mãe finalmente permitiu que ela participasse do Sen P'tit Gallé de 2016, uma das competições de canto mais importantes da África. Ela ganhou o primeiro lugar e ganhou reconhecimento instantâneo.

### 2017–2020: Now United
Sylla ouviu falar do Now United pela primeira vez através de sua irmã que a encorajou a fazer um teste. Após sua audição bem-sucedida, ela foi revelada como parte da formação final do Now United em 12 de novembro de 2017, sendo a única representante do grupo na África.
Em março de 2020, Sylla anunciou que estava preparando sua carreira solo.
Em 5 de setembro de 2020, ela confirmou em uma entrevista do Hollywood Fix em Los Angeles que havia saído oficialmente do grupo para buscar empreendimentos solo. Porém, mesmo após anunciar sua saída do grupo, ela apareceu e até cantou em alguns clipes do grupo. Como "Pas Le Choix", "Hewale" e "All Around The World".

### 2021–presente: carreira solo
Em 25 de fevereiro de 2021, Sylla lançou "Set Free", a música de estreia de sua carreira solo. No mesmo ano, Bruno Martini lançou "Ain't Worried", uma música com Luísa Sonza e Sylla. Ainda em 2022, Sylla lançou "Catch a Vibe", uma música em colaboração com a cantora Marieme. Em 1 de abril de 2022, Diarra lançou "Contagious", uma música em colaboração com JayUncut.

## Discografia

### Singles

#### Como artista principal
| Canção                                            | Ano  | Álbum                     |
| ------------------------------------------------- | ---- | ------------------------- |
| "Set Free"                                        | 2021 | Adicionado à nenhum álbum |
| "Ain't Worried" (com Bruno Martini e Luísa Sonza) | 2021 | Original                  |
| "Catch a Vibe" (com Marieme)                      | 2021 | Adicionado à nenhum álbum |
| "Contagious" (com JayUncut)                       | 2022 | Adicionado à nenhum álbum |
| "If I" (com Rax)                                  | 2022 | Adicionado à nenhum álbum |
| "Runaway" (com JayUncut)                          | 2022 | Adicionado à nenhum álbum |
| "Comment Vas La Vie" (com JayUncut)               | 2022 | Adicionado à nenhum álbum |
| "Bring It On" (com Tones and I e Bia)             | 2023 | Adicionado à nenhum álbum |
| "On It"                                           | 2024 | TBA                       |
| "Cupid"                                           | 2024 | TBA                       |
| "La Famille Au Senegal Oui" (com Dior Mbaye)      | 2024 | TBA                       |
| "Summer Love" (com MC Soffia)                     | 2024 | TBA                       |
| "Walked Away" (com Mason & Julez)                 | 2024 | TBA                       |

## Influência
Sylla é a mulher senegalesa mais seguida no Instagram, com mais de 3 milhões de seguidores na rede social.
Ela foi destaque na capa e destaque como ícone global da revista norte-americana Bloom Xo, em junho de 2021.
Apareceu na capa e destaque da revista norte-americana, Grind Pretty Magazine, em dezembro/inverno 2021.

## Filmografia
| Ano  | Título          | Notas                   | Ref.                 |
| ---- | --------------- | ----------------------- | -------------------- |
| 2016 | Sen P'tit Gallé | Participante (1º lugar) | [ 24 ] [ 25 ] [ 26 ] |

### Documentários
| Ano  | Título                                     | Personagem  | Notas | Referência |
| ---- | ------------------------------------------ | ----------- | --- | ---------- |
| 2018 | Conheça a Diarra                           | Ela própria | Frame no canal do Now United no YouTube, onde ela fala sobre toda a sua história de vida até chegar ao grupo |            |
| 2018 | Sonhos se tornam realidade: o documentário | Ela própria | Documentário mostrando a criação do grupo pop global Now United                                              | [ 27 ]     |

Em julho de 2021 Sylla apareceu em um dos episódios do documentário "Trace Trends", que trata da cultura afro-urbana.
Em setembro de 2021, Sylla fez uma participação especial na WebSerie na plataforma do YouTube do canal "ElhadjTV".

## Prêmios e indicações
| Ano  | Prêmios         | Categoria   | Nomeado      | Resultado | Ref. |
| ---- | --------------- | ----------- | ------------ | --------- | ---- |
| 2020 | Prêmios You Pop | gato do ano | Diarra Sylla | [ 28 ]    |      |